# لا بونویل
لا بونویل (به فرانسوی: La Bonneville) یک کمون در فرانسه است که در Canton of Saint-Sauveur-le-Vicomte واقع شده‌است.

## خصوصیات
لا بونویل ۶٫۳۱ کیلومترمربع مساحت و ۱۶۸ نفر جمعیت دارد و ۲۴ متر بالاتر از سطح دریا واقع شده‌است.